# تل علی‌آباد قرچی
تل علی‌آباد قرچی مربوط به سده‌های اولیه دوران‌های تاریخی پس از اسلام است و در شهرستان شیراز، بخش ارژن، دهستان قره چمن، ۳۰۰ متری مانده به روستای علی‌آباد قرچی، سمت چپ جاده مشرف بر رودخانه واقع شده و این اثر در تاریخ ۳۰ بهمن ۱۳۸۶ با شمارهٔ ثبت ۲۰۷۵۴ به‌عنوان یکی از آثار ملی ایران به ثبت رسیده است.